# Franco Stupaczuk
Franco Hernán Stupaczuk, plus connu sous le nom de Franco Stupaczuk ou simplement Stupa, né le 25 mars 1996 à Chaco (Argentine) est un joueur de padel professionnel argentin.
Il occupe fin 2023 la troisième position au classement du circuit World Padel Tour et joue à gauche aux côtés de Martín Di Nenno. Tous deux forment fin 2023 la deuxième meilleure paire au monde et sont connus dans le monde entier sous le nom de "Los Superpibes" depuis qu'ils ont commencé à se démarquer en Argentine chez les jeunes.
Pour la saison 2025, il évolue avec Juan Lebrón.

## Biographie
Après avoir essayé plusieurs sports, dont le football, le volleyball et le handball, Stupaczuk commence le padel très jeune, et gagne rapidement ses premiers tournois : à seulement 8 ans, il est sacré champion argentin des moins de 12 ans. A seulement 16 ans, il participe au Championnat du monde de padel 2012 avec son pays, et devient numéro 1 au classement argentin avec son coéquipier Martín Di Nenno, avec qui il jouera jusqu'au tragique accident de voiture qui éloigna Di Nenno des pistes pendant plusieurs mois.
Il fait ses débuts sur le circuit mondial World Padel Tour en 2016, où il obtient de bons résultats avec son partenaire Marcello Jardim. Il commence la saison 2017 avec Cristian Gutierrez avec qui il va remporter ses premiers tournois WPT. Il enchaine ensuite les partenaires (Maxi Sánchez, Sanyo Gutiérrez, Alex Ruiz et Pablo Lima) et gagne quelques tournois sur les circuits Premier Padel et World Padel Tour.
Pour la saison 2023, les deux amis d'enfance Martín Di Nenno et Franco Stupaczuk reforment la paire mythique des Superpibes qui a tant gagné en Argentine. Ils réalisent une année fantastique en remportant un tournoi Premier Padel et six tournois World Padel Tour, et terminent la saison en tant que deuxième meilleure paire mondiale.
Les deux amis se séparent, et Franco réalise une saison 2024 marquée par une victoire au P2 Gizeh avec Mike Yanguas. Pour 2025, Franco Stupaczuk évoluera aux côtés de Juan Lebrón.

## Titres

### Championnat du monde de padel
| N.º | Année | Ville hôte | Adversaires en finale | Résultat |
| --- | ----- | ---------- | --------------------- | -------- |
| 1.  | 2022  | Dubaï      | Espagne               | 2-1      |
| 2.  | 2024  | Doha       | Espagne               | 2-1      |

### Premier Padel
| N.º | Année | Tournoi | Catégorie | Partenaire      | Adversaires en finale                | Résultat        |
| --- | ----- | ------- | --------- | --------------- | ------------------------------------ | --------------- |
| 1.  | 2022  | Mendoza | P1        | Pablo Lima      | Fernando Belasteguín Arturo Coello   | 6-2 / 4-6 / 7-6 |
| 2.  | 2022  | Gizeh   | P1        | Pablo Lima      | Juan Lebrón Alejandro Galán          | 2-6 / 7-6 / 7-6 |
| 3.  | 2023  | Doha    | Major     | Martín Di Nenno | Sanyo Gutiérrez Fernando Belasteguín | 6-2 / 7-6       |
| 4.  | 2024  | Gizeh   | P2        | Miguel Yanguas  | Lucas Bergamini Javier Garrido       | 6-3 / 7-6       |
| 5.  | 2025  | Cancún  | P2        | Juan Lebrón     | Tolito Aguirre Gonzalo Alfonso       | 6-2 / 6-3       |

### World Padel Tour
| N.º | Année | Tournoi                      | Catégorie | Partenaire         | Adversaires en finale              | Résultat        |
| --- | ----- | ---------------------------- | --------- | ------------------ | ---------------------------------- | --------------- |
| 1.  | 2017  | Mijas                        | Open      | Cristian Gutiérrez | Matías Díaz Maxi Sánchez           | 5-7 / 6-4 / 6-4 |
| 2.  | 2017  | Las Palmas de Grande Canarie | Open      | Cristian Gutiérrez | Matías Díaz Maxi Sánchez           | 7-5 / 6-1       |
| 3.  | 2018  | Grenade                      | Open      | Cristian Gutiérrez | Sanyo Gutiérrez Maxi Sánchez       | 2-6 / 7-6 / 6-2 |
| 4.  | 2019  | Cordoue                      | Open      | Matías Díaz        | Juan Lebrón Paquito Navarro        | 6-3 / 6-3       |
| 5.  | 2020  | Minorque                     | Open      | Sanyo Gutiérrez    | Fernando Belasteguín Agustín Tapia | 6-3 / 7-5       |
| 6.  | 2021  | Sardegna                     | Open      | Álex Ruiz          | Martín Di Nenno Paquito Navarro    | 6-2 / 7-6       |
| 7.  | 2021  | Mexico                       | Open      | Álex Ruiz          | Martín Di Nenno Paquito Navarro    | 6-3 / 3-6 / 6-2 |
| 8.  | 2022  | France                       | Open      | Pablo Lima         | Juan Lebrón Alejandro Galán        | 7-6 / 6-4       |
| 9.  | 2023  | Danish                       | Open      | Martín Di Nenno    | Sanyo Gutiérrez Momo González      | 6-3 / 6-2       |
| 10. | 2023  | French                       | Open      | Martín Di Nenno    | Federico Chingotto Paquito Navarro | 6-2 / 6-4       |
| 11. | 2023  | Valladolid                   | Master    | Martín Di Nenno    | Arturo Coello Agustín Tapia        | 4-6 / 6-4 / 7-6 |
| 12. | 2023  | Valence                      | Open      | Martín Di Nenno    | Jon Sanz Alejandro Galán           | 6-3 / 6-3       |
| 13. | 2023  | Madrid                       | Master    | Martín Di Nenno    | Arturo Coello Agustín Tapia        | 7-5 / 6-4       |
| 14. | 2023  | Amsterdam                    | Open      | Martín Di Nenno    | Federico Chingotto Paquito Navarro | 4-6 / 6-2 / 6-2 |